# Língua irlandesa
O irlandês (Gaeilge), também conhecido como gaélico irlandês ou simplesmente gaélico, é um idioma falado como língua nativa na Ilha da Irlanda, predominantemente nas zonas rurais ocidentais da ilha. O irlandês era a língua principal da llha Esmeralda antes de os ingleses a invadirem durante a Idade Média. É um dos membros da divisão gaélica das línguas célticas.

## História
A partir de 1922, com a independência da República da Irlanda (chamada originalmente "Estado Livre Irlandês"), o irlandês passou a ser, juntamente com o inglês, o idioma oficial deste país. Desde 13 de junho de 2005, o irlandês é um dos idiomas oficiais da União Europeia. Desde 1998, com o Acordo de Belfast, o irlandês é também reconhecido como língua minoritária na Irlanda do Norte. Durante a história da Irlanda foi proibido o ensino da língua nas escolas durante a colonização inglesa. Além disso, a grande fome em meados do século XIX matou uma imensa quantidade de falantes da língua e fez tantos outros emigrarem do país. O irlandês é atualmente a língua materna de pouco mais de 2% da  população da República da Irlanda. As comunidades e regiões onde se fala primariamente o irlandês são chamadas Gaeltachtaí (no singular, Gaeltacht). A Gaeltacht com maior população é Conamara, no Condado de Galway (Contae na Gaillimhe) e nas Ilhas de Aran (oileáin Árann). As Gaeltachtaí, no entanto, apenas contam com 27,9% da população que fala o irlandês diariamente em contextos não educacionais, segundo dados do Censo de 2016, de forma que a maioria da população falante nativa do gaélico está espalhada em regiões onde é minoritária.
Pelo fato de o governo irlandês tornar obrigatório o estudo do idioma nas escolas públicas, muitas pessoas falam-no como segunda língua. A maioria das pessoas tem, ao mínimo, uma noção básica do idioma. Conquanto seja o inglês o idioma predominante da República da Irlanda, ao longo da ilha (principalmente nos Gaeltachtaí) há vários jornais, revistas e emissoras de rádio em língua irlandesa. Outrossim, desde 1996 há um canal de televisão em língua irlandesa chamado Teilifís na Gaeilge (televisão em irlandês), o TG4.

## Gramática
O irlandês é uma língua flexiva, de ordem Verbo-Sujeito-Objeto e alinhamento nominativo-acusativo.

### Substantivos
Os substantivos declinam em três números (singular, dual e plural), dois gêneros e quatro casos (nominativo-acusativo, vocativo, genitivo e dativo). Há cinco declinações, identificáveis pela terminação do nominativo e genitivo singulares:
| Declinação | Nominativo singular termina em: | Genitivo singular termina em: | Gênero              |
| ---------- | ------------------------------- | ----------------------------- | ------------------- |
| Primeira   | Consoante larga                 | Consoante delgada             | Masculino           |
| Segunda    | Consoante                       | -e/-í                         | Feminino            |
| Terceira   | Consoante                       | -a                            | Ambos               |
| Quarta     | Vogal ou -ín                    | Vogal ou -ín                  | Ambos               |
| Quinta     | Vogal ou consoante delgada      | Consoante larga               | Geralmente feminino |

Exemplo da primeira declinação:
| bád "barco" | Singular          | Plural                  |
| ----------- | ----------------- | ----------------------- |
| Nominativo  | bád /bˠaːd̪ˠ/      | báid /bˠaːdʲ/           |
| Vocativo    | a bháid /ə waːdʲ/ | a bháda /ə waːd̪ˠə/      |
| Genitivo    | báid /bˠaːdʲ/     | bád /bˠaːd̪ˠ/            |
| Dativo      | bád /bˠaːd̪ˠ/      | báid (obsoleto bádaibh) |

Segunda declinação:
| bróg "sapato" | Singular                                 | Plural                                |
| ------------- | ---------------------------------------- | ------------------------------------- |
| Nominativo    | bróg /bˠɾˠoːɡ/                           | bróga /ˈbˠɾˠoːɡə/                     |
| Vocativo      | a bhróg /ə wɾˠoːɡ/                       | a bhróga /ə ˈwɾˠoːɡə/                 |
| Genitivo      | bróige /ˈbˠɾˠoːɟə/                       | bróg /bˠɾˠoːɡ/                        |
| Dativo        | bróg /bˠɾˠoːɡ/ (obsoleto/dialetal bróig) | bróga /ˈbˠɾˠoːɡə/ (obsoleto brógaibh) |

Terceira declinação, na qual o dativo é idêntico ao nominativo:
| bádóir (m.) "barqueiro" | Singular                 | Plural                      |
| ----------------------- | ------------------------ | --------------------------- |
| Nominativo/Dativo       | bádóir /ˈbˠaːd̪ˠoːɾʲ/     | bádóirí /ˈbˠaːd̪ˠoːɾʲiː/     |
| Vocativo                | a bhádóir /ə ˈwaːd̪ˠoːɾʲ/ | a bhádóirí /ə ˈwaːd̪ˠoːɾʲiː/ |
| Genitivo                | bádóra /ˈbˠaːd̪ˠoːɾˠə/    | bádóirí /ˈbˠaːd̪ˠoːɾʲiː/     |

Quarta declinação, na qual todos os casos são essencialmente idênticos (mas o vocativo, como sempre será inevitavelmente precedido de a e lenido):
| balla (m.) "muro"          | Singular           | Plural               |
| -------------------------- | ------------------ | -------------------- |
| Nominativo/Genitivo/Dativo | balla /ˈbˠaɫ̪ə/     | ballaí /ˈbˠaɫ̪iː/     |
| Vocativo                   | a bhalla /ə ˈwaɫ̪ə/ | a bhallaí /ə ˈwaɫ̪iː/ |

Quinta declinação, na qual nominativo e dativo são iguais:
| pearsa "pessoa"   | Singular                | Plural                       |
| ----------------- | ----------------------- | ---------------------------- |
| Nominativo/Dativo | pearsa /ˈpʲaɾˠsˠə/      | pearsana /ˈpʲaɾˠsˠən̪ˠə/      |
| Vocativo          | a phearsa /ə ˈfʲaɾˠsˠə/ | a phearsana /ə ˈfʲaɾˠsˠən̪ˠə/ |
| Genitivo          | pearsan /ˈpʲaɾˠsˠən̪ˠ/   | pearsana /ˈpʲaɾˠsˠən̪ˠə/      |

### Adjetivos
Adjetivos concordam em número, gênero e caso e seguem sempre o substantivo. Há dois graus morfológicos: positivo e comparativo; por exemplo:
- Tá an buachaill cairdiúil.: "O garoto é amigável."

- Tá an cailín níos cairdiúla ná an buachaill.: "A garota é mais amigável que o garoto."

O grau superlativo é indicado pela desinência comparativa em uma oração relativa, por exemplo: Is é Seán an páiste is cairdiúla den triúr. ("Seán é o garoto mais amigável dos três.")

### Verbos
Verbos são conjugados em três tempos (passado, presente e futuro), dois aspectos (simples e habitual) e quatro modos (indicativo, subjuntivo, condicional e imperativo). Os verbos ainda têm formas relativas sintéticas no dialeto de Connacht, mas a voz passiva é sempre perifrástica. Os verbos ainda têm formas substantivas e adjetivas. A conjugação é extremamente regular, de forma que muitas gramáticas apenas reconhecem onze verbos irregulares.
A distinção entre formas verbais dependentes e independentes, característica das línguas goidélicas, foi preservada apenas residualmente no irlandês moderno. No irlandês antigo, gaélico escocês e manês, os verbos possuem em regra uma forma independente (geral) e uma dependente (utilizada após certas partículas); por exemplo: no escocês, “ele tomará” se diz ’’glacaidh’’, enquanto “ele não tomará” se diz cha ghlac. No irlandês, diz-se ‘’glacfaidh sé’’ e ‘’ní ghlacfaidh sé’’ (a mudança de ‘’g’’ para ‘’gh’’ é uma mera mutação). Algumas formas específicas de verbos irregulares, contudo, ainda mantém formas dependentes e independentes no irlandês moderno, como por exemplo:
| Independente | Dependente | Português |
| ------------ | ---------- | --------- |
| bhí          | raibh      | era       |
| rinne        | dearna     | fez       |
| gheobhadh    | faigheadh  | acharia   |
| chonaic      | faca       | viu       |
| chuaigh      | deachaigh  | foi       |

Assim como no português, se diferencia o verbo de cópula para qualidades inerentes (is, “ser”) e transientes (bí, “estar”).

### Mutação inicial
Assim como o restante das línguas celtas vivas, o irlandês apresenta mutação consonantal, em duas classes:
- Lenição (séimhiú): Transforma oclusivas em fricativas. É indicada por um ponto (sí buailte) acima da consoante na escrita gaélica e pela adição de ‘’h’’ após a consoante na escrita latina.

- Eclipse (urú): Sonorização de oclusivas surdas (indicada pela adição da contraparte sonora antes da surda, e.g. peann “caneta” e ár bpeann “nossa caneta”), nasalização de oclusivas sonoras (indicada pela adição de ‘’n’’ ou ‘’m’’ antes da consoante, e.g. glúine “joelhos” e ár nglúine “nossos joelhos”) e adição de ‘’n’’ antes de vogais (indicada pela adição de ‘’n-’’, e.g. athair “pai” e ár n-Athair “Pai Nosso”).

Mutações muitas vezes são a única maneira de se distinguirem formas gramaticais. Por exemplo: a única forma não contextual de se distinguir entre o pronome possessivo de terceira pessoa masculino singular (“dele”), feminino singular (“dela”) e plural (“deles[as]”), visto que o pronome nas três formas é a, mas o primeiro traz lenição, o segundo não traz mutação, e, o terceiro, eclipse:
- a bhróg (“sapato dele”, lenição)

- a bróg (“sapato deles[as]”, sem mutação)

- a mbróg (“sapato dela”, eclipse)

## Variedades
A classificação dos principais dialetos irlandeses corresponde às quatro províncias, com exceção de Leinster, cujo dialeto tradicional desapareceu. Assim, os três principais dialetos irlandeses vivos são: Ulster, no norte; Munster, no sul; e Connacht, na região central e ocidental da ilha. Houve um dialeto distinto em Leinster até a morte de sua última falante, Annie O'Hanlon, em 1960. Até o início do século XX, havia um dialeto distinto em Newfoundland, no Canadá, baseado no de Munster, mas a comunidade irlandesa do Canadá foi demasiadamente assimilada.
Além destes dialetos tradicionais, variedades características de centros urbanos foram registradas historicamente e, apesar de terem desaparecido, o número de casas falantes de irlandês em centros urbanos parece estar em crescimento graças à expansão da mídia de língua irlandesa. Isto deu origem a uma linguagem coloquial antes desconhecida que inclui, por exemplo, a perda das mutações consonantais e o uso extensivo de empréstimos do inglês.
Desde a criação do Estado Livre Irlandês, devido à dificuldade de promover a língua irlandesa por causa da sua grande diversidade e ortografia conservadora, foi desenvolvida uma variedade padrão chamada An Caighdeán Oifigiúil ("o padrão oficial"), publicada em 1945, com vista a encontrar um núcleo comum entre os três principais dialetos e, quando isto se mostrasse impossível, utilizar a forma mais frequente, ou mesmo uma forma clássica neutra.

### Ulster
O dialeto de Ulster, falado em Donegal, Louth e Meath, é a mais distinta das variedades irlandesas, partilhando uma série de particularidades com o manês e o gaélico escocês, como o uso da partícula negativa ‘’cha(n)’’ ao invés do ‘’ní’’ de outros dialetos, e a desinência de primeira pessoa singular ‘’-am’’ ao invés de ‘’-im’’.

### Munster
O dialeto de Munster é falado principalmente em Kerry, Waterford e Cork e caracterizado por desinências verbais distintas do padrão, particularidades nas regras de mutação consonantal e acentuação da segunda sílaba de palavras em que esta tem vogal longa, ditongo ou é -(e)ach e a primeira tem vogal curta (e.g. corcán "panela" pronunciado [kəɾˠˈkɑːn̪ˠ]). Este dialeto chegou a ser falado em Newfoundland, no Canadá, até o início do século XX, mas desapareceu do uso comum, deixando algumas marcas limitadas no dialeto local de inglês.

### Connacht
O dialeto de Connacht é falado principalmente em Mayo, Galway e nas duas maiores ilhas de Aran: Inishmore e Inishmaan (Inisheer fala a variedade de Munster). É caracterizado pelo uso mais extensivo do sufixo -achan (e.g. lagachan em vez de lagú para "enfraquecimento") e, em comum com Ulster e as outras línguas gaélicas, pela pronúncia das formas velarizadas de /v/ como /w/ (e.g. sliabh, significando "montanha", é pronunciado como [ʃlʲiəw] ao invés de [ʃlʲiəw]).

## Exemplos

### Frases comuns
| Irlandês                                                                                  | Português                |
| ----------------------------------------------------------------------------------------- | ------------------------ |
| Fáilte                                                                                    | Bem-vindo                |
| Ulster: Goidé mar atá tú? Connacht: Cén chaoi a bhfuil tú? Munster: Conas atá tú?         | Como vai?                |
| Ulster: Cad é an t-ainm atá ort? Connacht: Cén t-ainm atá ort? Munster: Cad is ainm duit? | Qual é seu nome?         |
| Is mise...                                                                                | Eu sou...                |
| Lá maith Maidin mhaith                                                                    | Bom dia                  |
| Tráthnóna maith                                                                           | Boa tarde                |
| Oíche mhaith                                                                              | Boa noite                |
| Go raibh maith agat                                                                       | Obrigado                 |
| Slán leat                                                                                 | Adeus                    |
| Sláinte                                                                                   | Saúde (usado em brindes) |

### João 1:1-8
Texto do Evangelho segundo João, capítulo I, versículo 1 ao 8:
1. Bhí an Briathar ann i dtús báire agus bhí an Briathar in éineacht le Dia, agus ba Dhia an Briathar.
2. Bhí sé ann i dtús báire in éineacht le Dia.
3. Rinneadh an uile ní tríd agus gan é ní dhearnadh aon ní dá ndearnadh.
4. Is ann a bhí an bheatha agus ba é solas na ndaoine an bheatha.
5. Agus tá an solas ag taitneamh sa dorchadas, ach níor ghabh an dorchadas é.
6. Bhí fear a tháinig ina theachtaire ó Dhia, agus Eoin a ba ainm dó.
7. Tháinig sé ag déanamh fianaise chun fianaise a thabhairt i dtaobh an tsolais chun go gcreidfeadh cách tríd.
8. Níorbh é féin an solas ach tháinig ag tabhairt fianaise i dtaobh an tsolais.